# Zündapp
Zündapp var en tysk tillverkare av framförallt motorcyklar och mopeder. Företaget experimenterade också med tillverkning av mindre bilar.

## Historia
Företaget grundades år 1917 i Nürnberg av Fritz Neumeyer tillsammans med Friedrich Krupp AG och verktygsproducenten Thiel under namnet "Zünder- und Apparatebau G.m.b.H.". Tanken var att man skulle producera tändrör. År 1919, när behovet av vapendelar minskade efter första världskrigets slut, blev Neumeyer företagets enda delägare. Två år senare breddade han verksamheten och började tillverka motorcyklar. Företaget gick i konkurs år 1984, och köptes upp av Tianjin Motorcycle Co. i Tianjin, Kina. Viss tillverkning av Zündapps motorcyklar och delar till dessa pågår fortfarande där. Zündapp var dock inte helt slut i Europa vid nedläggningen; den portugisiska tillverkaren Famel hade 1963 börjat tillverka Zündappmotorer på licens och upphörde inte med denna tillverkning förrän 1999.

## Motorcykeltillverkning
Zündapps första motorcykel kom 1921, och hade beteckningen Z22. Slogan var "Motorrad für Jedermann", vilket betyder "Motorcykel för alla". Z22 var enkel (och därför ganska pålitlig) konstruktion som producerades i stort antal. Motorn var en encylindrig, luftkyld tvåtaktsmotor med motorvolymen 211 cm3 och effekten 2,25 hk.
Zündapp började tillverka tyngre motorcyklar, K-serien, år 1933. K:et står för kardandrift. Serien omfattade motorcyklar med motorvolymer från 200 till 800 cm3, och höjde Zündapps marknadsandel i Tyskland från 5 % till 18 %.

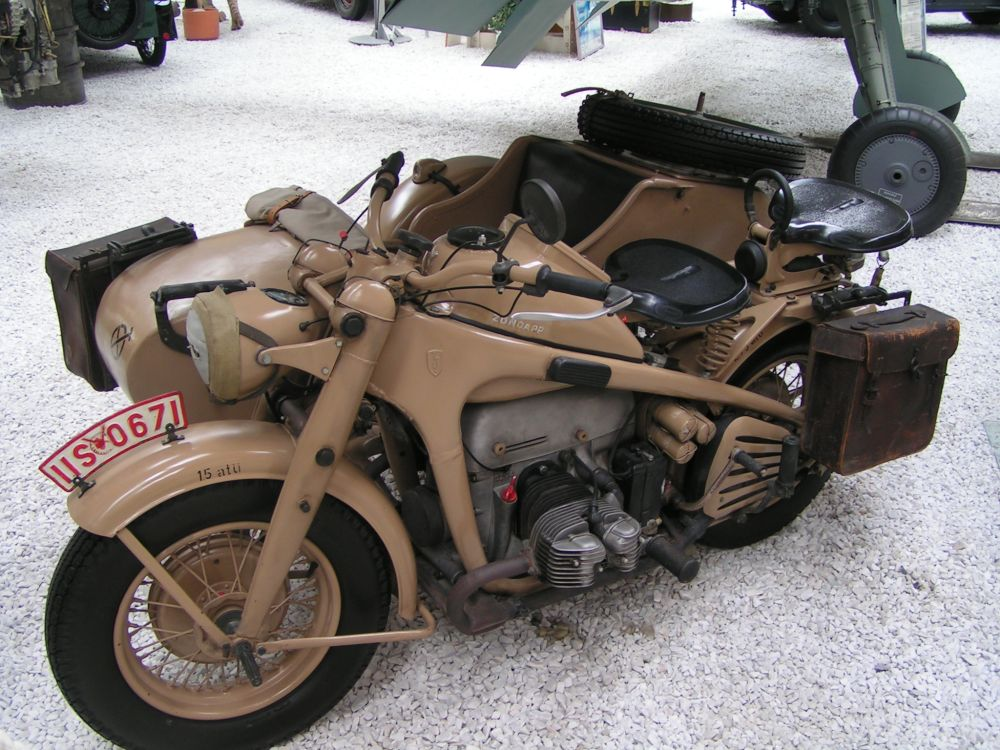
Zündapp KS 750 med sidovagn.

Från 1940 och fram till 1944 producerade Zündapp 18 000 exemplar av KS 750 (bilden). Det var en modell med sidovagn, som var optimerad för terrängkörning. Den hade inte bara backväxel och drift på sidovagnens hjul, vilket i sig är mycket ovanligt för motorcyklar, den hade också differentialspärr. Den användes av Wehrmacht under andra världskriget. Motorn var en tvåcylindrig fyrtakts boxermotor på 751 cm3, med maxeffekten 26 hk.

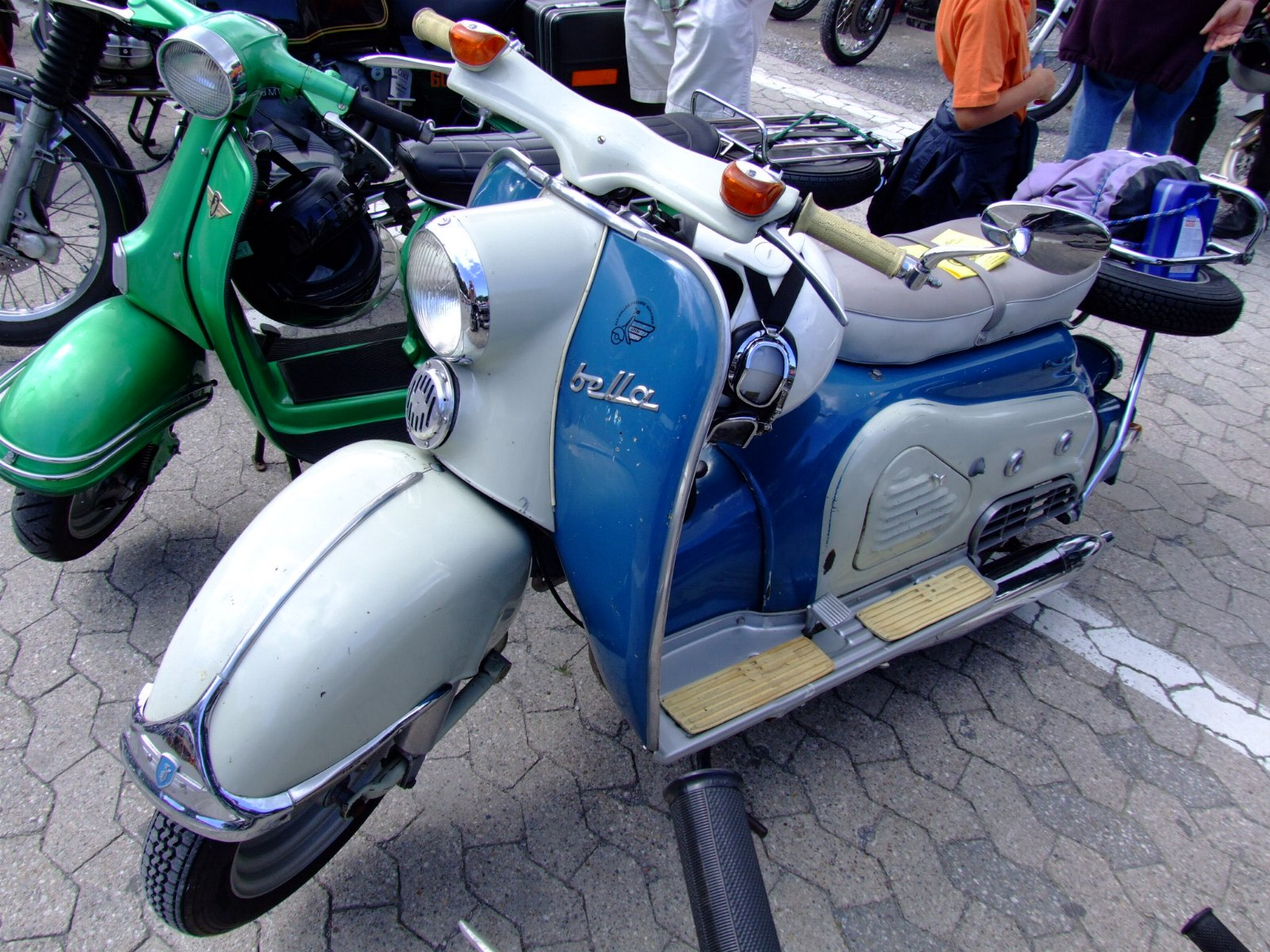
Zündapp Bella.

Efter kriget började företaget gradvis att producera mindre och mindre maskiner, exempelvis skotern "Bella". Den sista av de tyngre maskinerna kom 1950 – KS 601, i folkmun kallad "den gröna elefanten". Den var utrustad med en tvåcylindrig motor på 598 cm3. Effekten var mellan 28 och 38,5 hk, beroende på modell. Tillverkningen av KS 601 upphörde år 1958.
Företaget flyttade från Nürnberg till München år 1958, och lade samtidigt ner all biltillverkning. Nürnbergfabriken köptes av Bosch. Företaget satsade istället på lättare modeller; inte bara MC, även mopeder och skotrar. De slutade också med tillverkning av fyrtaktsmotorer, och satsade helt på tvåtaktsmotorer. I början sålde Zündapps mopeder och skotrar väl, men konkurrens från billigare japanska motorcyklar och mopeder gjorde att försäljningen sviktade. Företaget gav upp år 1984 och bommade igen.

## Zündapp-mopeder i Sverige

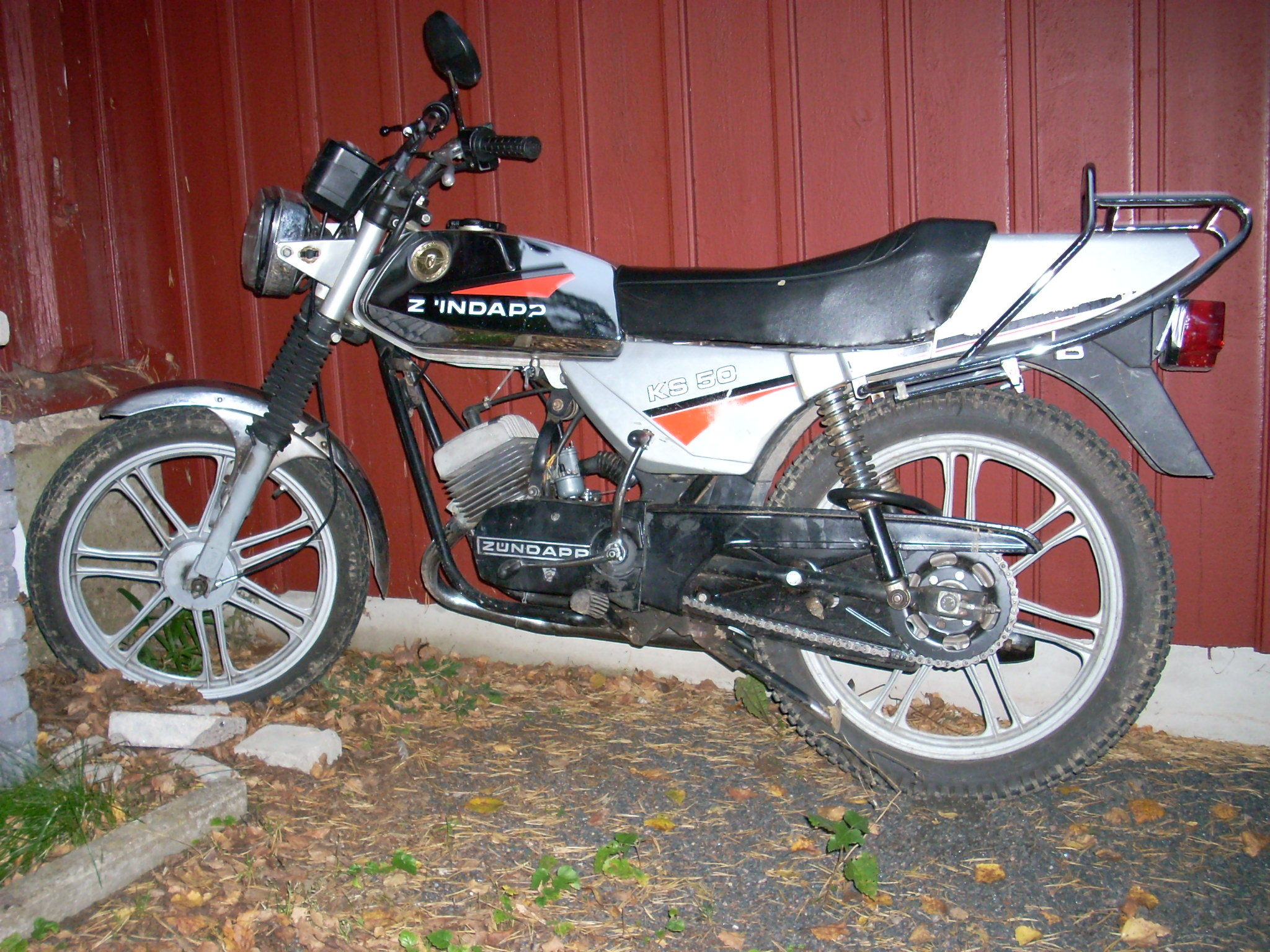
Zündapp KS-50, moped.

I Sverige är mopeder från Zündapp populära och trots att det gått många år sedan tillverkningen upphörde är en Zündappmoped i drift ingen ovanlig syn. Bidragande orsaker till populariteten är tillgången till reserv- och modifieringsmarknad samt den upplevda, och nu konstaterade, driftsäkerheten. Då de Zündappmodeller som såldes i Sverige ursprungligen var dimensionerade för högre effekt rönte de i viss mån framgång visuellt, men ändå främst mekaniskt då de uppvisade tålighet vid lekmannamässiga ingrepp i syfte att öka motoreffekten för påverkan på hastighet eller styrka (=trimning)
Även andra mopedtillverkare använde sig av motorer från Zündapp. Ett exempel på detta är den svenska moped- och cykeltillverkaren Trelleborgs velocipedfabrik som tillverkade märket Mustang vars modeller "Mamba" och "Cobra" rönte framgång i egenskap av svenskt lågprisalternativ och som i huvudsak såldes via Kooperativa förbundets butiker.
Alla Zündapp-mopeder som såldes i Sverige från 1960-talet och framåt hade en luftkyld 50 cm3 tvåtaktsmotor med aluminiumcylinder. Motorn var i stort sett den samma och med få undantag passar delar från en motor från 1960-talet i en från 1980-talet och vice versa. En viktig förändring är dock skiftet från oval ("päron-") cylinder till fyrkantig, vilket även givit påverkan på utformning av kolv och vevstake. Zündapp-mopeder och motorer som importerades till Sverige blev "strypta" för anpassning till svensk lag. Ursprungligen var drivsystemet till Mustang Cobra på 6,25 hk.[källa behövs]

## Övriga maskiner

### Bilar

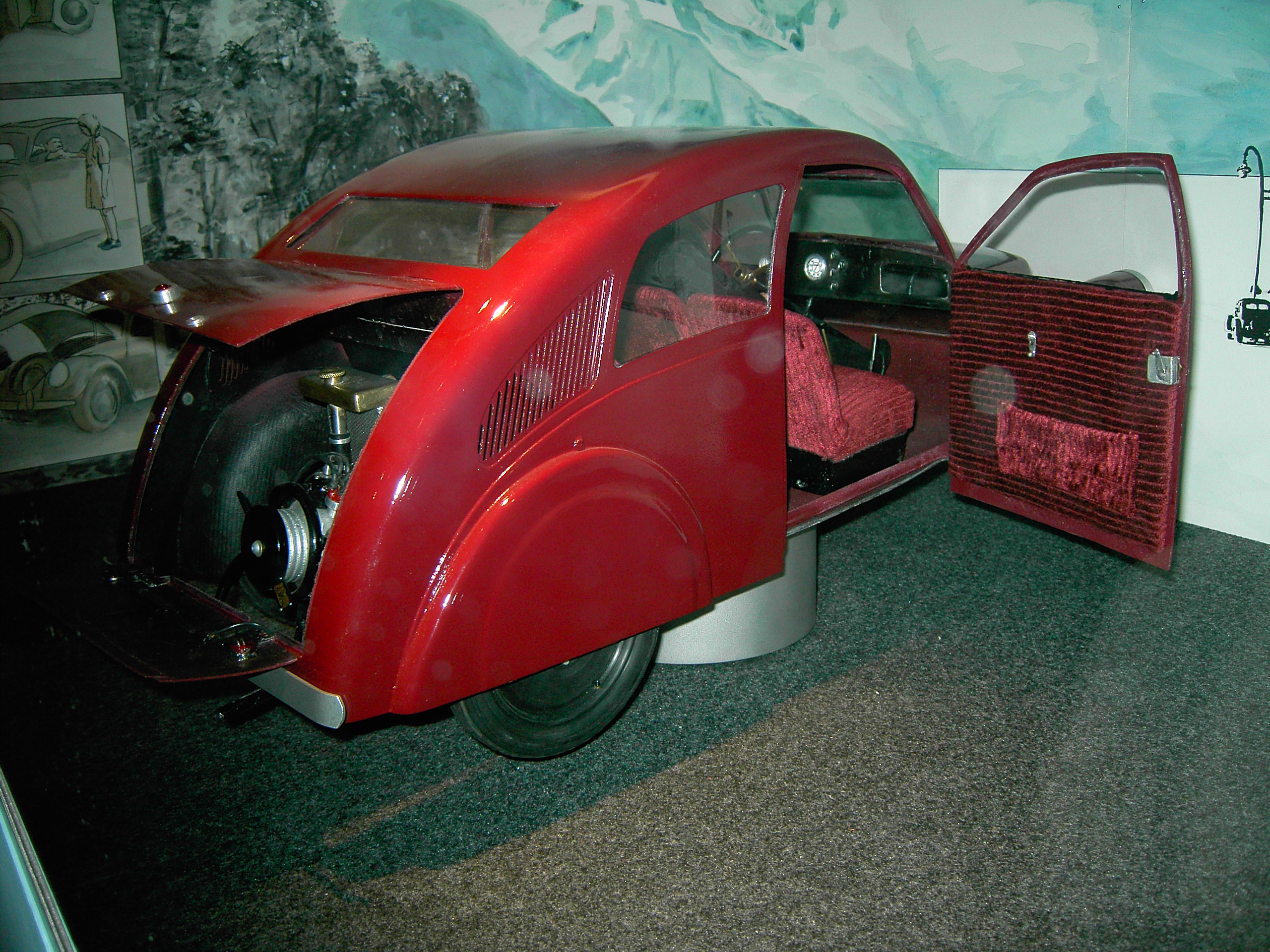
Modell av Zündapps "Folkvagn": Porsche Typ 12.

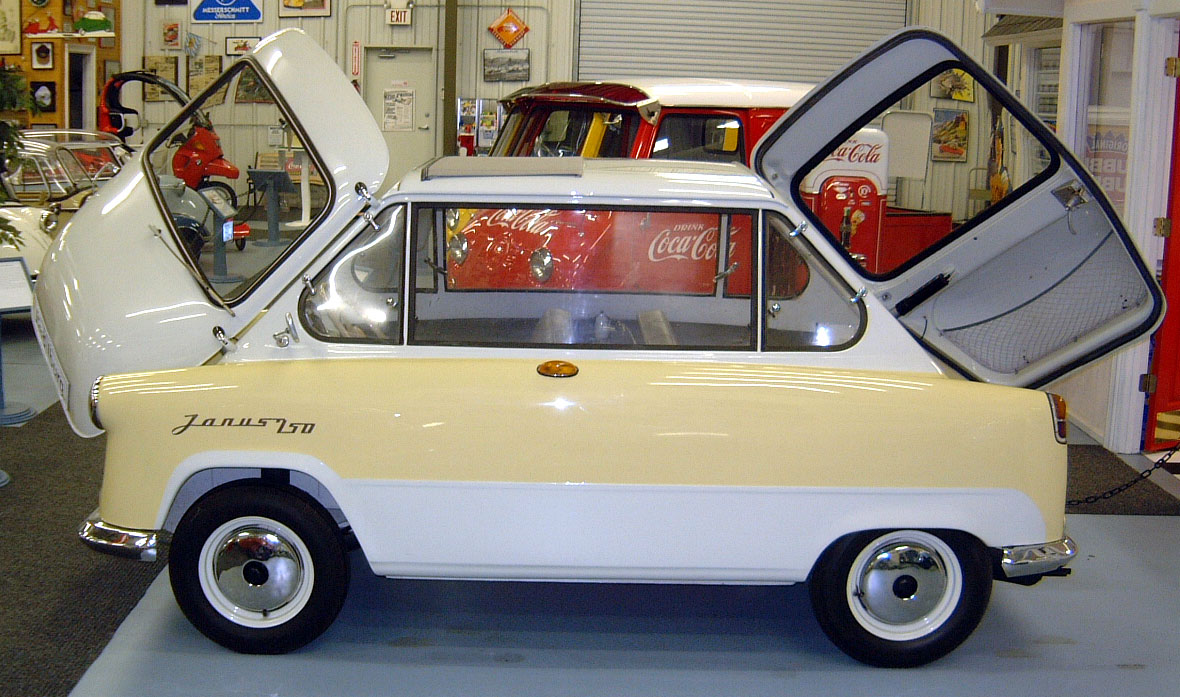
Zündapp Janus − bilden visar hur dörrarna öppnas. Foto från The Bruce Weiner Microcar Museum.

Zündapp försökte sig på biltillverkning 1931, då med en Porschekonstruktion som hade en vattenkyld femcylindrig stjärnmotor, 1200 ccm. 26 hk.  I dag betraktas den som en Volkswagen-föregångare. Endast 3 provbilar tillverkades.
År 1954 ville Zündapp göra ett fordon som inte var lika väderkänsligt som motorcyklar. De tittade på designer från olika företag, och 1956 valde Zündapp att licensiera ett litet Dornierkonstruerat fordon för tillverkning. Fordonet var en mikrobil med dörr på fronten och baksidan. Det fanns utrymme för fyra fullvuxna personer, plus lite bagage. Produktionen började i mars 1957 och bilen kom att heta Zündapp Janus. Namnet kom av att de åkande satt med ryggen mot varandra, och därför kunde liknas vid den romerska guden Janus med två ansikten. Motorn var en encylindrig 248 cm3 luftkyld tvåtaktsmotor (14 hk), som var placerad mellan fram- och baksäte. Bilens toppfart var ungefär 80–90 km/h. Detta var en tidig bil med mittmotor, vilket är vanligt i vissa sportbilar. Mittmotorer brukar vanligtvis göra en bil mer lätthanterlig, eftersom tyngdpunkten hamnar i mitten, men i detta fall var motorn alldeles för lätt. Janus tyngdpunkt varierade snarare beroende på hur många som satt i bilen och var.
Zündapp hade samtidigt en prototypbil, en coupé designad i samarbete med Pininfarina, men denna hann aldrig bli något mer än ett antal prototyper, eftersom Zündapp i mitten av 1958 beslutade sig för att upphöra med all biltillverkning, inklusive tillverkningen av Zündapp Janus, och flytta till en mindre fabrik i München. 
Det hade hunnit byggas 6902 exemplar av Zündapp Janus, men projektet var ett ekonomiskt fiasko – detta fiasko blev huvudanledningen till att man flyttade fabriken. Zündapp försökte sig inte på biltillverkning mer efter detta.

### Fjärrstyrda sprängladdningar

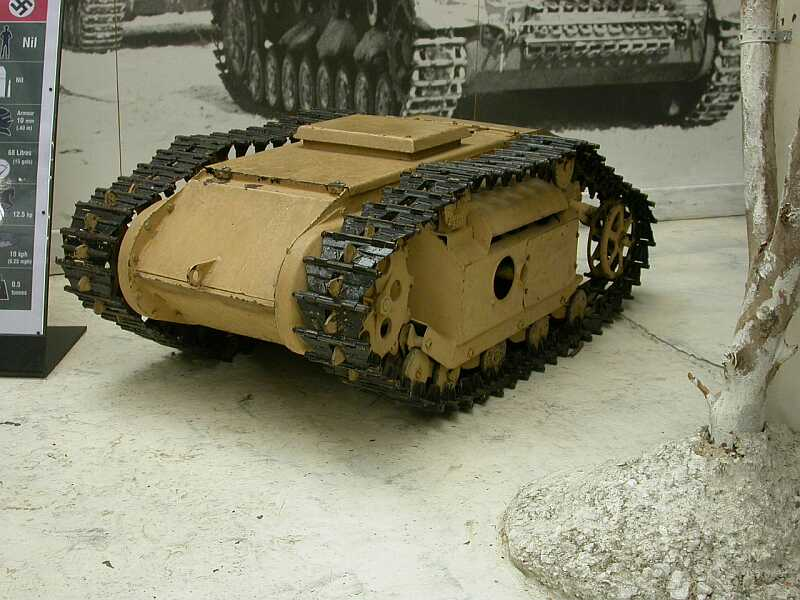
Goliath Sd.Kfz.303.

Mellan åren 1943 och 1945 under andra världskriget tillverkade Zündapp i samarbete med Zachertz sammanlagt 4229 små fjärrstyrda bandvagnar med en inbyggd sprängladdning på upp till 100 kg. Fjärrstyrningen skedde via en 650 m lång kabel som rullades ut bakom maskinen när den åkte.
Maskinerna betecknades Goliath, och historien om dessa märkliga maskiner började 1940. Tyskarna bärgade en liknande maskin, konstruerad av franska Kegresse, från floden Seine, där fransmännen hade dumpat den. Tyskarna undersökte maskinen noggrant och gav Borgward i uppdrag att konstruera en liknande maskin. Den första modellen kunde bära laddningar på upp till 60 kg, och drevs av två elektriska motorer från Bosch. Den hade modellbeteckningen Sd.Kfz.302 och tillverkades av Borgward i samarbete med Zachertz. Modellerna som Zündapp hjälpte till med hade beteckningarna  Sd.Kfz.303a och  Sd.Kfz.303b. Den största skillnaden mellan dessa två var att den sistnämnda kunde bära 100 kg sprängämnen, medan den förstnämnda endast kunde bära laddningar på upp till 75 kg.
Tanken med maskinerna var att dessa skulle styras in på svårintagliga fiendeområden och sedan sprängas i luften. Ett annat tänkbart användningsområde skulle kunna ha varit att strunta i bomben och istället skicka ammunition och förnödenheter till trupper som låg illa till. I praktiken användes dock inte bandvagnarna särskilt mycket. Zündapp utrustade maskinerna med tvåcylindriga tvåtaktsmotorer på 703 cm³ och 12,5 hk.

### Symaskiner

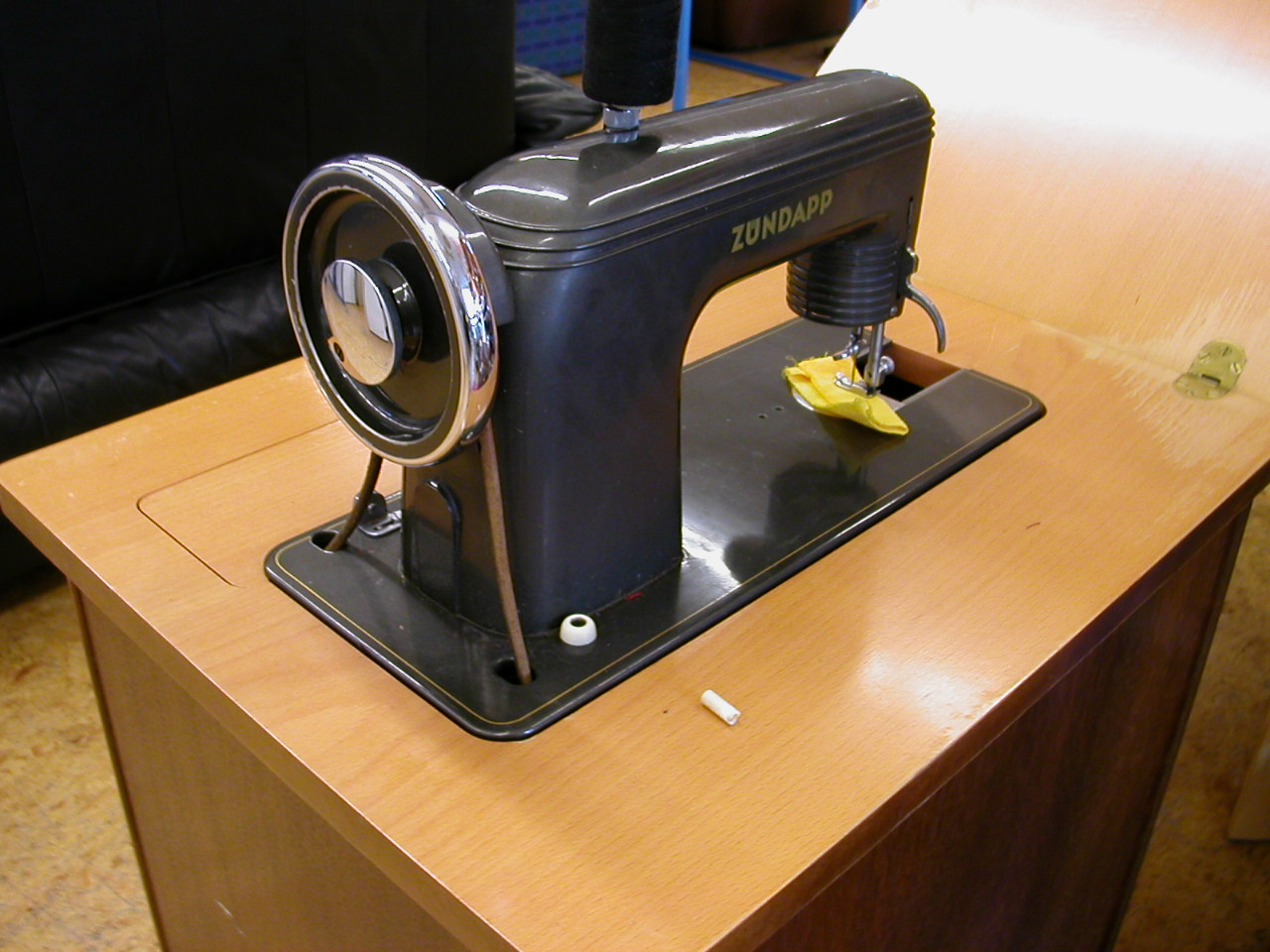
Symaskin från Zündapp ZR-18.

Tillverkning av symaskiner är något som Zündapp också hunnit ägna sig åt. Den första kom 1948, var eldriven och hade modellnamnet Zeta. Andra symaskinsmodeller var ZR–18, ZR–118, ZR–18a, ZR–118a, Elcona 1 & Elcona 2 (1950-talet) och Elconamatic.

### Annan tillverkning
Zündapp har också tillverkat gräsklippare, utombordsmotorer och till och med flygplansmotorer (propeller).